# Паркер Пайн веде слідство
«Паркер Пайн веде слідство» (англ. Parker Pyne Investigates) — збірка оповідань англійської письменниці Агати Крісті. Вперше опублікована у Великій Британії видавництвом William Collins and Sons у листопаді 1934 року. У США вона з'явилась під назвою «Детектив Паркер Пайн» (англ. Mr. Parker Pyne, Detective) пізніше в цьому ж році.
У книзі були описані розслідування детектива Паркера Пайна.

## Список оповідань
1. Справа дружини середнього віку (англ. The Case of the Middle-aged Wife);
2. Справа незгодного солдата (англ. The Case of the Discontented Soldier);
3. Справа проблемної леді (англ. The Case of the Distressed Lady);
4. Справа незгодних чоловіків (англ. The Case of the Discontented Husband);
5. Справа міського клерка (англ. The Case of the City Clerk);
6. Справа багатої жінки (англ. The Case of the Rich Woman);
7. Чи отримуєте ви все, що хочете? (англ. Have You Got Everything You Want?);
8. Багдадська брама (англ. The Gate of Baghdad);
9. Будинок в Ширазі (англ. The House at Shiraz);
10. Ціна перлин (англ. The Pearl of Price);
11. Смерть на Нілі (англ. Death on the Nile);
12. Дельфійський оракул (англ. The Oracle at Delphi).